# Алімов Ігор Олександрович
І́гор Олекса́ндрович Алі́мов (рос. И́горь Алекса́ндрович Али́мов, 11 серпня 1964, Ленінград) — російський письменник-фантаст, вчений-китаєзнавець, драматург, перекладач та видавець.

## Біографія
Ігор Алімов народився у Ленінграді. Після закінчення середньої школи навчався на факультеті сходознавства Ленінградського університету на кафедрі китайської філології, який закінчив у 1986 році. Після завершення навчання за власною ініціативою поїхав працювати перекладачем до Китаю на реконструкцію металургійних підприємств, споруджених радянськими фахівцями, проте у зв'язку із зміною планів китайської сторони щодо проекту реконструкції підприємств працював у Китаї лише місяць. Після повернення на батьківщину з 1987 року розпочав працювати в Музеї антропології і етнографії імені Петра Великого на посаді стажера за напрямком китайської етнографії. Одночасно Алімов розпочав публікувати власні культурологічні розвідки та нариси на різні теми китайської культури та історії, а також переклади різноманітних творів з китайської мови. Одночасно Ігор Алімов став співзасновником Лабораторії Теорії та Історії Культури, праці учасників якої вийшли друком у кількох випусках альманаху «Людина. Філософія. Культура» в Єкатеринбурзі. У 1990—1991 роках Алімов знову перебував у Китаї на посаді стажера історичного факультету Пекінського університету. Після повернення на батьківщину у 1992 році став засновником видавництва «Петербурзьке Сходознавство». У цьому видавництві регулярно публікуються як художні твори, так і наукові твори з різних тем сходознавства. У 1997 році Ігор Алімов захистив кандидатську дисертацію на тему «Авторські збірки біцзі як джерело з історії та культури Китаю епохи Сун», а в 2010 році захистив докторську дисертацію на тему «Китайські авторські збірки X—XIII ст. у нарисах та перекладах». У 2007 році Алімов брав участь у підписанні угоди з Інститутом антропології та етнографії Академії суспільних наук КНР, у рамках якої наступного року відбулась російська етнографічна експедиція у Сіньцзян і Цинхай. З 2005 року працює завідувачем відділу Східної та Південно-Східної Азії Музею антропології і етнографії імені Петра Великого.

## Літературна творчість
З 1990 року Ігор Алімов регулярно публікує літературні та наукові твори, спочатку в періодичних виданнях, а з 1992 року також в альманаху «Петербурзьке Сходознавство». У 1990 році Алімов публікує також п'єсу «Соціальня справедливість». У 1995—2003 роках він публікує серію творів з альтернативної історії «Пластилінове життя», до якої увійшли три романи «Арторикс», «Сарті» і «Клокард». З 2004 до 2008 року письменник видав серію художніх творів на основі матеріалів з історії Китаю «Про що промовчав Пу Сун-Лін». Серед найвідоміших статей з історії Китаю авторства Ігора Алімова є «Життя після смерті в старому Китаї», «Китай: туалети та урни. Польові нотатки», а також антологія творів у співавторстві з низкою інших науковців «Посудини таємниць. Туалети та урни в культурах народів світу». У 2001—2005 роках Алімов разом із В'ячеславом Рибаковим опублікував під спільним псевдонімом Хольм ван Зайчик сім романів під спільною назвою «Євразійська симфонія», дія яких відбувається в альтернативній реальності у вигаданій країні Ордусі, яка виникла на території об'єднаних Китаю і Росії.

## Нагороди і премії
У 2001 році перша цзюань циклу творів «Євразійська симфонія», написаного разом із В'ячеславом Рибаковим під псевдонімом отримала приз «Золотий Кадуцей» як кращий цикл творів або роман з продовженням на фестивалі фантастики «Зоряний міст» у 2001 році. У 2002 році Ігор Алімов разом із В'ячеславом Рибаковим отримав премію «Інтерпрескон» за роман «Справа жадібного варвара». У 2003 році Алімов отримав премію імені Бєляєва за антологію творів «Посудини таємниць. Туалети та урни в культурах народів світу». У 2005 році разом із В'ячеславом Рибаковим отримав премію «Мандрівник» за цикл творів «Євразійська симфонія», а в 2009 році за твори цього циклу письменники отримали премію «Зиланткон». За твори з циклу «Про що промовчав Пу Сун-Лін» Алімов двічі отримував премію «Басткон» у 2009 і 2012 роках.

### Романи
- 1995 — Арторикс
- 1995 — Сарти
- 2003 — Клокард
- 2010 — Дракон. Наследники Жёлтого императора
- 2011 — Дракон-2. Назад в будущее
- 2011 — Дракон-3. Иногда они возвращаются

### Повісті
- 2007 — В сторону Клондайка

### Оповідання
- 1987 — Карма
- 1990 — Пять этюдов с расстёгнутыми штанами Или как Володя Ульянов за брата отомстил
- 2002 — Circle in the round
- 2002 — Livin' In Perfect Harmony
- 2002 — Real love
- 2002 — Дети подземелья: два
- 2002 — Из жизни позвоночных
- 2002 — Конец Поликарпа
- 2002 — Не там проснулся
- 2002 — Резной дракон литературной мысли
- 2002 — Семьдесят лет при советской власти
- 2002 — Смерть гения
- 2002 — Собаки в космосе: подлинная история Пчёлки и Мушки
- 2002 — Странники в пыли
- 2003 — Дети подземелья: три
- 2003 — Зона жизни
- 2003 — Праздник каждый год
- 2004 — «О чём умолчал Пу Сун-Лин»: You Know My Name
- 2004 — Пока варилась каша
- 2005 — «О чём умолчал Пу Сун-Лин» Real love
- 2005 — «О чём умолчал Пу Сун-Лин» Romeo in bleeding
- 2006 — Coming to the East
- 2008 A fifteen minutes intermission

### П'єси
- 1990 — Социальная справедливость

### Наукові твори
- 1993 — Жизнь после смерти в старом Китае
- 1995 — Китай: туалеты и урны. Полевые заметки
- 1998 — Срединное государство. Введение в традиционную культуру Китая
- 2002 — Пекин: восемь лет спустя. Хаотические заметки
- 2002 — Сосуды тайн. Туалеты и урны в культурах народов мира
- 2002 — Вместо предисловия
- 2004 — Китайский культ лисы и «Удивительная встреча в Западном Шу» Ли Сянь-Миня
- 2004 — Вслед за кистью. Материалы к истории сунских авторских сборников бицзи
- 2008 — Бесы, лисы, духи в текстах сунского Китая
- 2009 — Лес записей. Китайские авторские сборники X—XIII вв. в очерках и переводах
- 2014 — Сад удивительного. Краткая история китайской прозы сяошо I—VI вв.

### Хольм ван Зайчик
- 2000 — Дело жадного варвара
- 2001 — Дело незалежных дервишей
- 2001 — Дело о полку Игореве
- 2001 — Дело лис-оборотней
- 2003 — Дело победившей обезьяны
- 2003 — Дело судьи Ди
- 2005 — Дело непогашенной луны